# Сарна азійська
Сарна азійська, або козуля азійська (Capreolus pygargus) — вид роду сарна (Capreolus), сестринський вид сарни європейської (Capreolus capreolus L.).

## Таксономія та номенклатура
До середини 20 ст. нерідко включали до складу виду «сарна звичайна». Інколи називають не «азійська», а «сибірська». У давній мисливській літературі часів Російської імперії і СРСР вид називали «козуля» (наприклад, зведення В. Гептнер), надалі назва у російській зоологічній літературі без пояснень трансформована у «косулю» (етимологія невідома), що інколи переходить і у нефахові українські видання. Видовий статус обґрунтовано морфологічними даними (краніометрія та морфометрія), даними каріологічного аналізу (присутність 1-14 В-хромосом в нормальному каріотипі), гібридологічними експериментами в зоопарках. У той самий час даних про взаємини видів у природі в зоні контакту їхніх ареалів дотепер немає.

## Морфологія
Характеризується значно більшими розмірами тіла (вага до 40 кг) і помітно вищими трофейними якостями рогів.

## Поширення
Широко поширена на схід від Волги — через Сибір до Примор'я. Населяє Сибір й Далекий Схід, на півдні доходячи до Північного Казахстану; населяє Тянь-Шань, Алтай, Північну Монголію, Північно-Східний Китай, Корею, зустрічається на півдні Східного Тибету й Північного Сичуаню.
Двічі відмічена для фауни України, обидва рази для Дніпропетровщини (Браунер, 1915; Булахов, Пахомов, 2005). Попри це, однозначних даних про наявність цього виду в Україні немає.